# 神津島農業協同組合
神津島農業協同組合（こうづしまのうぎょうきょうどうくみあい）は、東京都神津島村に本部機構を置く農業協同組合。愛称はJA神津島。

## 概要
東京都神津島村に本部を置く専門農協である。1948年（昭和23年）に「神津島村農業協同組合」が設立された後、他5農協と「東京島しょ農業協同組合」を設立したが、経営改善の一環として神津島店の廃店が決定された。それに伴い新組織の立ち上げを行うこととなり、離脱のため新たに「神津島農業協同組合」が設立された。現在は村内にある「さざなみアグリ直売所」にて野菜や果物を中心に販売を行い、年に数回直売市を開催している。

## 沿革
- 1948年（昭和23年）- 神津島村農業協同組合が設立される[1]。

- 2001年（平成13年）4月1日 - JA八丈島が他5農協と合併し、東京島しょ農業協同組合（JA東京島しょ）が設立される。
- 2015年（平成27年）- JA東京島しょの経営改善の一環として神津島店の廃店が決定する。
- 2016年（平成28年）
  - 1月23日 - JA東京島しょの神津島店が廃店。
  - 1月25日 - 新たに「神津島農業協同組合」が設立される。